# Bernhard Schlee

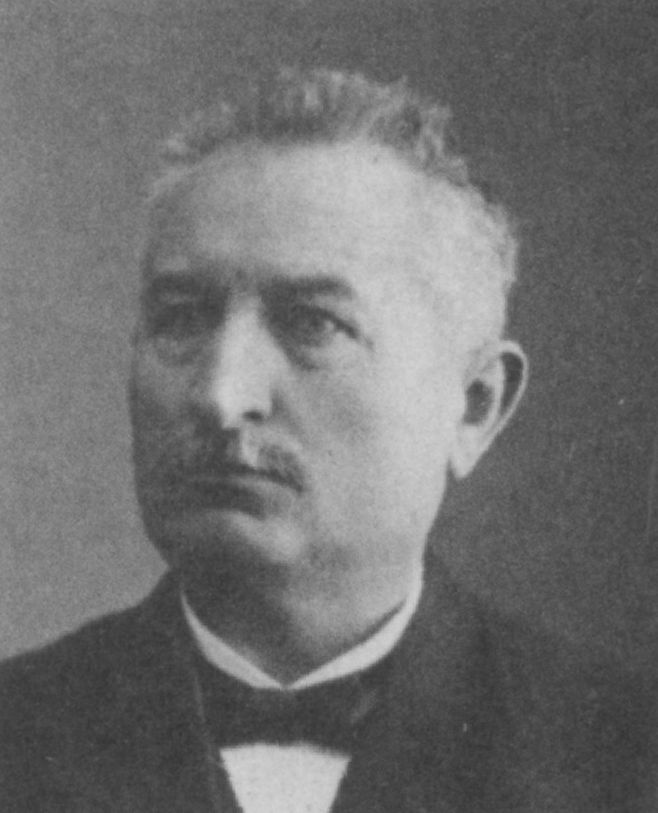
Bernhard Schlee als Reichstagsabgeordneter 1912

Bernhard Schlee (* 14. August 1858 in Groß Steinau, Kreis Thorn; † 19. März 1928 in Berlin) war Jurist und Mitglied des Deutschen Reichstags.

## Leben
Schlee besuchte die Dorfschule in Groß Steinau, dann das Gymnasium in Thorn und die Universitäten Leipzig und Berlin. 1875 wurde er Mitglied der Leipziger Burschenschaft Germania. Vom 8. Januar 1879 bis 12. Mai 1884 war er Referendar bei der Königlich preußischen Gerichtskommission in Briesen, den Kreis-, späteren Landgerichten Graudenz und Thorn und dem Oberlandesgericht Marienwerder. Vom 12. Mai 1884 bis 27. Dezember 1884 war er Gerichtsassessor, seitdem Rechtsanwalt beim Landgericht Thorn, seit 1893 Notar und seit 24. Dezember 1903 mit dem Titel Seit 1890 war er Stadtverordneter, seit 1894 Gemeindekirchenratsmitglied, seit 1904 Parochialverbandsmitglied und seit 1908 Kreissynodalmitglied.
Von 1912 bis 1918 war er Mitglied des Deutschen Reichstags für den Wahlkreis Marienwerder 4 (Thorn, Kulm, Briesen) und die Nationalliberale Partei.